# Homelix arcuatus
Homelix arcuatus är en skalbaggsart som först beskrevs av Louis Alexandre Auguste Chevrolat 1855.  Homelix arcuatus ingår i släktet Homelix och familjen långhorningar.
Artens utbredningsområde är:
- Gabon.
- Nigeria.

Inga underarter finns listade i Catalogue of Life.